# توبه (فیلم ۱۹۷۶)
توبه (به هندی: Tapasya) و (به انگلیسی: Penance) فیلمی هندی محصول سال ۱۹۷۶ و به کارگردانی آنیل گانگولی است. در این فیلم بازیگرانی همچون پاریکشیت سهنی، راکهی گلزار، آسرانی، ای. کی. هانگال، نظیر حسین، گایاتری، لالیتا پاوار و ارومیلا بات ایفای نقش کرده‌اند.